# Iris Artajo
Iris Martín-Artajo von Petersdorff Kwaśniewski (* 1962) ist eine deutsche Schauspielerin, Regisseurin und Autorin.

## Leben
Iris Artajo, Tochter des spanischen Diplomaten, Anarchisten und Schriftstellers José Ignacio Martín-Artajo (Sohn des spanischen Außenministers Alberto Martín Artajo) und der deutschen Psychoanalytikerin und Autorin Christa von Petersdorff, wuchs in verschiedenen Ländern und Sprachen auf. Nach Abschluss des französischen Abiturs in Paris absolvierte sie eine Schauspielausbildung an der Pariser Schauspielschule Cours Simon sowie bei Wolfgang Wermelskirch und bei Erika Dannhoff in Berlin. Ihre Gesangsausbildung erhielt sie von Hannelore Nargorsen in Paris und Gunther Wilhelms in Berlin. Ihren staatlichen Schauspielabschluss machte sie 1986.
Danach trat sie an verschiedenen Berliner Bühnen auf (u. a. Renaissance-Theater, Theater am Kurfürstendamm, Tribüne) und arbeitete mit Regisseuren wie Andrzej Wajda oder Giorgio Strehler. Seit dem Jahr 1991 führte sie auch selbst bei verschiedenen Theaterinszenierungen Regie. 1998 gründete sie die Theatergruppe Las Tres Lolas (später umbenannt in Artres), mit der sie in Berlin und für Gastspiele auch deutschlandweit auftrat.
Iris Artajo lieh als Synchronsprecherin unter anderem Justina Machado, Rosalind Chao, Lauren Vélez, Stefania Sandrelli, Mira Sorvino, Juliette Binoche, Salma Hayek oder Penélope Cruz ihre Stimme. Daneben arbeitet sie als Sprecherin für Fernseh- und Radiosendungen sowie Hörspiele und Hörbücher.
Als Dozentin für Schauspiel unterrichtet sie an der Berliner Musicalschule.
Ihre Söhne Nicolás und Maximilian Artajo sind ebenfalls als Schauspieler und Synchronsprecher tätig.

## Theaterinszenierungen seit 1991 (Auswahl)
- Die Unterrichtsstunde von Eugene Ionesco
- Fräulein Julie von August Strindberg
- Der Cassernower von Julie Schrader
- Las Tres Lolas auf der Suche nach Federico Garcia Lorca
- Geschichten aus der Schattenwelt von Edgar Allan Poe
- Ungehaltenen Reden, ungehaltener Frauen Christine Brückner
- Jewgeni Onegin von Alexander Puschkin
- Unruhe des Herzens von Stefan Zweig
- Geschlossenen Gesellschaft von Jean Paul Sartre
- In seinem Garten liebt Don Perlimplín Bellsa von Federico Garcia Lorca
- Novembernebel, unheimliche Geschichten aus Frankreich
- Delikatessen von Maurice Renard
- Erlkönigs Töchter, eine musikalisch-literarische Ballade
- Luz de Luna, Tangos, Boleros und Coplas für Mondsüchtige, Nachtschwärmer und Gestrandete mit Texten von Jorge Luis Borges

## Synchronregie seit 1995 (Auswahl)

### Kino
- 2016: Tini: Violettas Zukunft
- 2014: Difret – Das Mädchen Hirut
- 2013: Friends from France
- 2011: Mad Circus (Balada Triste de Trompeta)

### Spielfilme
- 2018: Schockwellen: Der Fall Mathieu (ARTE)
- 2018: Schockwellen: Flucht in die Berge (ARTE)
- 2018: Que baje dios y lo vea (Netflix)
- 2018: Four Seasons in Havanna (4 Filme Netflix)
- 2016: The Swap (Disney)
- 2015: Return to Sender
- 2012: McKenna Shoots to the Stars
- 2011: Judy Moody and the Not Bummer Summer
- 2011: Fertile Ground
- 2011: Rougin Z
- 2011: Timecrimes
- 2010: The Little Engine That Could
- 2010: Arctic Predator
- 2010: Hierro
- 2009: The Merry Gentleman
- 2008: Mostly Ghostly
- 2008: Frontieres
- 2007: Bad Cops
- 2007: Sid and Nancy
- 1995: Sid and Nancy

### Serien
- 2018: La Forêt – Der Wald – (Netflix 6 Folgen)
- 2016–2018: Once – Elf – (Disney 160 Folgen)
- 2017: Signos (Amazon 12 Folgen)
- 2014–2016: Violetta (Disney 240 Folgen)
- 2011–2012: Chrom (13 Folgen)
- 2011: Waybuloo (Pilotfilm)
- 2010: Le Monde de Pahé – Die Superkumpel – (Super RTL 75 Folgen)
- 2009–2012: Handy Manny (spanische Regie; Disney)

## Synchronrollen (Auswahl)

### Filme
- 1992: Für Donna Reed in Der Schatten des dünnen Mannes als Molly
- 1996: Für Juliette Binoche in Eine Couch in New York als Beatrice Saulnier
- 1996: Für Salma Hayek in Fled – Flucht nach Plan als Cora
- 2000: Für Carmen Aguirre in Best in Show als Zimmermädchen
- 2003: Für Linda Ipanema in Es war einmal in Amerika als Schwester Thompson
- 2004: Für Alanna Ubach in Meine Frau, ihre Schwiegereltern und ich als Isabel Villalobos
- 2009: Für Carla Jimenez in Miss March als Krankenschwester Juanita
- 2010: Für Patricia Mayen-Salazar in Mrs. Miracle 2 – Ein zauberhaftes Weihnachtsfest als Gloria
- 2010: Für Christiane Amanpour in Iron Man 2 als Christiane Amanpour
- 2011: Für Constance Marie in Der gestiefelte Kater als Imelda
- 2011: Für Sofía Vergara in Die Schlümpfe als Odile
- 2013: Für Rosie Perez in The Counselor als Ruth
- 2020: Für Marlene Forte in Knives Out – Mord ist Familiensache als Martas Mutter

### Serien
- 1994–2000: Für Rosalind Chao in Star Trek: Deep Space Nine als Keiko O’Brien
- 2004–2007: Für Justina Machado in Six Feet Under – Gestorben wird immer als Vanessa Diaz
- 2004–2007: Für Rosalind Chao in O.C., California als Dr. Kim
- 2008–2013: Für Lauren Vélez in Dexter als Lt. Maria Laguerta
- 2009: Für Danay García in Prison Break als Sofia Lugo
- 2009, 2013: Für Salma Hayek in 30 Rock als Elisa
- 2009–2013: Für Claire Rushbrook in Whitechapel als Dr. Llewellyn
- 2012: Für Justina Machado in Three Rivers Medical Center als Pam Acosta
- 2013–2019: Für Elizabeth Rodriguez in Orange Is the New Black als Aleida Diaz